# 李万同
李万同（1964年10月—），男，甘肃会宁县人，中国数学家。中国数学会常务理事，甘肃省数学会理事长。现任兰州大学博士生导师、教授，兰州大学数学与统计学院院长。

## 生平
李万同于1983年考入西北师范大学数学系专业，于1987年6月毕业并获得数学学士学位。1990年9月考入北京理工大学应用数学系，师从叶其孝教授，于1993年3月毕业并获得理学硕士学位。1997年9月考入兰州大学，在兰州大学数学与统计学院基础数学专业攻读博士学位，师从陈文源教授和范先令教授，于1999年6月毕业并获得理学博士学位。
2004年9月至2005年8月应迈阿密大学数学系教授阮士贵的邀请，在迈阿密大学做访问学者。2006年12月应辛周平教授邀请，访问香港中文大学数学研究所。2012年12月访问美国明尼苏达大学数学与应用数学研究所。

## 奖项和荣誉
李万同曾获甘肃省自然科学一等奖1次、二等奖2次、三等奖2次。
2014年，李万同入选汤姆森路透发布的全球“最具影响力科学精英”榜单。同年，入选爱思维尔公布的2014年中国高被引学者榜单。2015年，李万同再次入选汤姆森路透发布的全球”最具影响力科学精英“榜单。

## 学术贡献
李万同任职多年以来，在微分方程与动力系统领域开展研究工作。在上述领域中发表SCI学术论文共计200余篇。